# رخت‌پهن‌کن
رخت‌پهن‌کن (انگلیسی: Clothes horse) ابزاری (دستگاه) برای خشک کردن و آویزان کردن لباس‌های خیس است که معمولاً از چوب، فلز یا پلاستیک ساخته شده است. این ابزار یک وسیله ارزان با فناوری پایین برخلاف خشک‌کن لباس است که برای کار کردن به برق نیاز دارد.

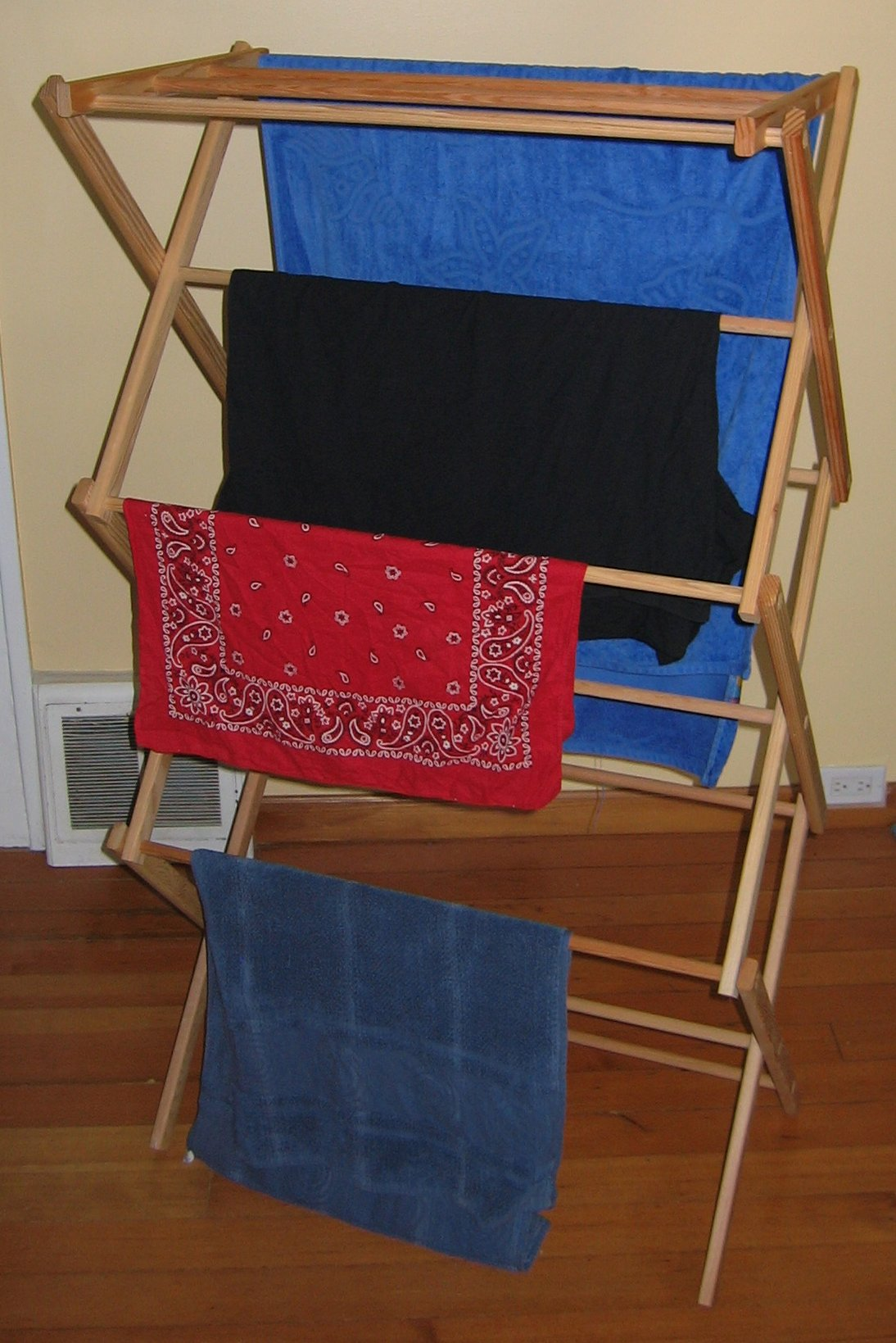
نمونه‌ای از رخت‌پهن‌کن